# Eckhard von Manteuffel
Eckhard von Manteuffel, auch Eggert oder  Eghard (* ~1442 vermutlich in Arnhausen; † 1515), war Ritter und Hofrat der Herzöge von Pommern-Wolgast.

## Leben
Eckhard war Spross des Stammes Polzin und Arnhausen der Familie Manteuffel. Seine Eltern waren Gerhard von Manteuffel, Herr auf Polzin, Arnhausen und Biziker, und Katharine von Kamecke a.d.H. Biziker. 
Zwischen 1461 und 1481 war Eckhard Hofrat der Herzöge Erich und Wartislaw von Pommern-Wolgast. 1484 ist er mit sämtlichen Angehörigen der Familie Manteuffel aus den beiden Stämmen Polzin, Arnhausen und Kölpin im Aufgebot zur Heerfahrt des Herzogs Bogislaw X. nach Braunschweig, bevor er 1491 als Ritter und 1494 als Rat des Herzogs Bogislaw X. angeführt wurde. 1496 begleitete er Bogislaw über Venedig und Padua nach Jerusalem, wo der Herzog zum Ritter vom Heiligen Grab geschlagen wurde. Am 10. September 1479 wurde Eckhard vom Herzog mit Arnhausen und Polzin belehnt, 1488 erhielt er hierüber seinen Lehenbrief. Zwischen 1481 und 1496 trat Eckhard häufig als herzoglicher Zeuge auf, 1496 ist er einer der herzögicher Kommissarien in Prozess um Schire von Kleist. 

## Familie
In erster Ehe vermählte sich Manteuffel mit einer Tochter der Familie Massow a.d.H. Woblanse. Mit ihr hatte Manteuffel zwei Kinder:
1. Katharine von Manteuffel, ⚭ Henning von Glasenapp (* vor 1480; † nach 1519), Landvogt zu Schlawe und Hauptmann von Belgard.
2. Gerhard von Manteuffel.

Mit seiner zweiten Gemahlin, Gertrud von Borcke a.d.H. Wangerin, hatte Manteuffel acht Kinder:
1. Konrad (auch Kurth) von Manteuffel († ~ 1535), bischöflicher Rat und Ratsherr zu Stolp, ⚭ 1529 Elisabeth von Kleist a.d.H Muttrin.
2. Erasmus von Manteuffel (* um 1475; † 1544), Bischof von Cammin.
3. Joachim von Manteuffel.
4. Nikolaus von Manteuffel († ~ 1488).
5. Karsten von Manteuffel († 1518, ▭ Domkirche zu Kolberg).
6. Priska von Manteuffel.
7. Henning von Manteuffel.
8. Sophia von Manteuffel, ⚭I Asmus von Massow, ⚭II Andreas von Münchow.